# Бисерна гъба
Бисерната гъба, наричана още Бисерка или Перла (Amanita rubescens), е вид базидиева гъба от род Мухоморка. Бисерката е ядлива гъба, която се среща както в широколистни, така и в иглолистни гори.

## Ботанически белези
- Гугла – При младите индивиди е кълбовидна, а при по възрастните – сводеста. Цветът и е червеникавокафяв с различни оттенъци на червения цвят. При застаряване става виолетова.
- Месо – бяло, а под кожицата в средата на шапката – червеникаво. При разчупване месото почервенява, както и при стоене на въздуха.
- Ламели – отначало бели, впоследствие червеникави, неравномерно дълги, наредени радиално спрямо пънчето
- Пънче – тънко и високо – до 15 см, широко е до 2 см. При младите индивиди е плътно, докато при възрастните е кухо. Пънчето носи бяло до жълтеникаво пръстенче, което виси непосредствено под периферията. В основата си пънчето се удебелява и завършва с грудка.

## Сходни видове
- Неистинска бисерка (Amanita pseudorubescens) – отровна
- Пантерка (Amanita panterina) – отровна

## Качества
Условно ядлива гъба, само след продължителна термична обработка, за обезвреждане на съдържащите се хемолитични вещества, и след обелване на кожицата. Дори и след правилна обработка, някои хора остават чувствителни към нея. Мирисът и е обикновен, вкусът – сладък с подчертан привкус. Не се поддава на сушене. Въпреки лесните за опитни гъбари отличителни разлики не би трябвало да се препоръчва за храна поради сходството с други отровни видове.

## Галерия
- Бисерна гъба
- Amanita rubescens
- Amanita rubescens f. anulo sulphureus
- Amanita rubescens
- Amanita rubescens